# Tétras sombre
Dendragapus obscurus
Espèce
Répartition géographique
Statut de conservation UICN

 LC  : Préoccupation mineure
Le Tétras sombre (Dendragapus obscurus (Say, 1823)) est une espèce d'oiseau qui appartenait à l'ancienne famille des Tetraonidae, et qui est désormais incluse dans celle des Phasianidae.

## Nourriture
Ces oiseaux se nourrissent sur le sol ou dans les arbres en hiver. En hiver, ils mangent principalement des aiguilles de sapin et de pin Douglas, parfois aussi de pruche et de pin ; En été, d'autres plantes vertes (Pteridium, Salix), baies (Gaultheria, Mahonia, Rubus, Vaccinium) et insectes (fourmis, coléoptères, sauterelles) sont plus importantes. En hiver, ils sont capables de survivre seuls aux aiguilles de sapin. Au printemps, il apprécie un régime de baies, feuilles et de fleurs. Les poussins dépendent presque entièrement de la nourriture des insectes pendant leurs dix premiers jours.

## Liste des sous espèces
- Dendragapus obscurus richardsonii (Douglas, 1829) — du sud du Yukon à l'Idaho, nord-ouest du Wyoming et ouest du Montana
- Dendragapus obscurus pallidus Swarth, 1931 — sud-est de la Colombie-Britannique au nord-est de l'Oregon et ouest du Wyoming
- Dendragapus obscurus oreinus Behle & Selander, 1951 — est du Nevada, sud de l'Idaho et ouest de l'Utah
- Dendragapus obscurus obscurus (Say, 1823) — du Wyoming au Nouveau-Mexique et l'Arizona